# Poder calorífic
El poder calorífic és la quantitat de calor que, per la massa total, emet una substància al patir un procés de combustió. Es defineix com la quantitat de calor que pot donar un cos.
Hom pot distingir entre el poder calorífic superior, sense considerar la correcció per humitat, i el poder calorífic inferior, que sí que la té en compte. Es mesura amb un calorímetre.
En el cas de combustibles que durant la seva combustió es formi aigua, es diferencia entre el poder calorífic superior (PCS), mesurat considerant els elements i els productes de la combustió portats a 0 °C i suposant que l'aigua formada s'ha condensat, i el poder calorífic inferior (PCI), suposant que l'aigua formada en la combustió resta a l'estat vapor.

## Unitats
Es mesura en unitats d'energia entre unitats de massa; per exemple: cal/g, kcal/kg, Mcal/kg, MJ/kg.

## Exemples
El poder calorífic del gas natural, com tots els combustibles, varia molt segons la seva composició, però els més elevats es troben entre les 8.500 i les 10.200 quilocalories per metre cúbic de gas natural. La gasolina convencional té unes 8.300 quilocalories per litre (unes 10.600 per quilo) i el gasoil unes quilocalories 9.200 per litre (que són unes 10.800 per quilo). El poder calorífic del carbó està comprès entre 6.700 i 8.400 quilocalories per quilo de combustible.
La taula a continuació mostra alguns exemples de poders calorífics d'algunes substàncies:
| Combustible               | MJ/kg       | kJ/L   | BTU/lb | kJ/mol |
| ------------------------- | ----------- | ------ | ------ | ------ |
| Hidrogen                  | 114,0       | ---    | ---    | ---    |
| Propà                     | 50,35       |        |        |        |
| Butà                      | 49,51       |        | 20 900 | 2 800  |
| Benzina                   | 46,0 - 47,3 | 35 475 | 20 400 | ---    |
| Petroli cru               | 42 - 44     | ---    | ---    | ---    |
| Gasoil (carburant dièsel) | 44,8        | 38 080 | 19 300 | ---    |
| Gas natural               | 30 - 33     | ---    | ---    | ---    |
| Etanol                    | 29,7        | 21 300 | 12 800 | 1 300  |
| Hulla d'alta qualitat     | 27 - 29     | ---    | ---    | ---    |
| Carbó comú                | 22 - 24     | ---    | ---    | ---    |
| Lignit d'alta qualitat    | 18 - 20     | ---    | ---    | ---    |
| Fusta                     | 14 - 15     | ---    | 6 500  | ---    |
| Palla de cereals          | 12 - 15     | ---    | ---    | ---    |
| Fems humans               | 1,8 - 3,0   | ---    | ---    | ---    |
| Orina                     | 0,15        | ---    | ---    | ---    |